# Carbonate de cadmium
Le carbonate de cadmium est un composé chimique minéral, de structure ionique à base de cation  cadmium divalent et d'anions carbonates, de formule chimique CdCO3.

## Occurrences
Ce corps chimique existe naturellement avec le minéral otavite, ainsi que sous forme de traces ou d'inclusions jaunes dans le carbonate de zinc naturel smithsonite, parfois dénommée par abus de langage "smithsonite cadmié" et décrit par la formule approchée (Zn,Cd)CO3 .

## Préparation et fabrication
Le carbonate de cadmium peut être préparé par la réaction de précipitation type d'un sel de cadmium et d'un carbonate soluble. Par exemple, un mélange de solutions de chlorure de cadmium et de carbonate d'ammonium, suivie d'une précipitation finale avec bullage d'ammoniac .
{\displaystyle \mathrm {CdCl_{2}+(NH_{4})_{2}CO_{3}+NH_{3}\longrightarrow [Cd(NH_{3})_{4}]CO_{3}+NH_{4}Cl} }
{\displaystyle \mathrm {[Cd(NH_{3})_{4}]CO_{3}\longrightarrow CdCO_{3}+4\ NH_{3}} }
Le précipité est ensuite lavé et séché. Cette réaction permet de séparer les composés similaires de cadmium et de cuivre.
Le corps composé peut également être produit par réaction d'une solution aqueuse de chlorure de cadmium avec l'acide chlorhydrique concentrée et de l'urée source de la fonction carbonyle.
{\displaystyle \mathrm {CdCl_{2}+2\ HCl+3\ H_{2}O+2\ CO(NH_{2})_{2}\longrightarrow } }{\displaystyle \mathrm {CdCO_{3}+4\ NH_{4}Cl+CO_{2}} }

## Propriétés
Le carbonate de cadmium est un corps solide cristallin blanc et inodore, insoluble dans l'eau et l'ammoniac, insoluble dans les acides, le cyanure de potassium et les sels d'ammonium comme le carbonate d'ammonium. À partir de 357 °C et jusqu'à presque 500 °C, le composé devient instable et se décompose en libérant l'oxyde de cadmium et du gaz dioxyde de carbone.
Sa structure cristalline est trigonale, elle est analogue à celle du minéral calcite et caractérisée par le groupe d'espaceR3c (no  167) avec les paramètres de maille a = 492,0 pm (4,920 Å) et c = 1629,8 pm (16,298 Å).

## Utilisation
Le carbonate de cadmium sert à la fabrication de l'oxyde de cadmium et d'autres sels de cadmium, comme les pigments jaune de cadmium ou rouges de cadmium.

## Sécurité
Sur proposition de la commission chimique suédoise en 2015, la classification chimique du carbonate de cadmium a été révisée. Le comité pour l'Évaluation des risques (RAC) de l' Agence Européenne des produits chimiques (ECHA) a publié le 4 décembre une nouvelle classification réévaluant les risques et modifiée comme suit: le carbonate de cadmium est reconnu cancérogène Carc 1B, mutagène Muta, 1B et STOT RE 1, reclassé avec les avertissements supplémentaires H340, H350 et H372 (rein, os). Cette classification de la RAC doit encore être appliquée par la commission de l'UE, puis être mise en œuvre, mais cette mesure de sécurité, avec la publication de l'état des connaissances sur ce corps chimique, doit être prise de facto en compte par les autorités publiques compétentes et les entreprises.